# Человек прямоходящий
Челове́к прямоходя́щий (лат. Homo erectus) или челове́к вы́прямленный (устар. «архантропы») — ископаемый вид людей, который рассматривают как непосредственного предка современных людей. Произошёл в ходе эволюции от Homo habilis, через Homo ergaster. Видовая принадлежность оспаривается разными исследователями.
Исследование генома X-хромосомы в 2008 году привело к выводу, что азиатские популяции Homo erectus вполне могли скрещиваться с Homo sapiens и быть предками современных людей по смешанным линиям (не прямой мужской и не прямой женской).

## Происхождение
Предполагается, что Homo erectus появились в Восточной Африке 2 млн лет назад и 1,5—1 млн лет назад через территорию Ближнего Востока широко распространились по Евразии вплоть до Китая (юаньмоуский человек) и Европы, где возник гейдельбергский человек. Первым, 1,8 млн лет назад, за пределы Африки, на Ближний Восток проник Homo georgicus, он же дманисский гоминид, подвид Homo ergaster.
Рассогласованность двух дат объяснима в связи с последними открытиями, согласно которым эректусы могли появиться 1,93—2,05 млн лет назад в Южной Африке.

## География расселения
Эректусы были сравнительно широко распространены по Старому Свету и распадались на ряд локальных подвидов. Ранее их считали лишь подвидом Homo ergaster, но эректус имеет значительные отличия от последнего. К африканским эректусам относят также атлантропа и родезийского человека. Гейдельбергского человека часто рассматривают как более поздний и более прогрессивный вид, близкородственный эректусам. Существовали и «догейдельбергские» эректусы (Homo antecessor). В Восточной Азии обитали два подвида: более примитивные яванские питекантропы из Индонезии и более прогрессивные синантропы из Китая (из Китая также известен ланьтяньский человек, более архаичный, чем синантроп). Область распространения не выходила за пределы субтропического пояса.
Многие авторы разделяют живших в одно и то же время эректуса и гейдельбергского человека по географическому принципу: «классический» эректус обитал только в Азии, гейдельбергский человек населял юг Европы и Африку.

## История обнаружения
В 1890 году голландский врач Эжен Дюбуа отправился на остров Ява в поисках «питекантропа» (обезьяночеловека) — «недостающего звена» между обезьяноподобными предками и современным человеком, существование которого было ранее гипотетически предложено Э. Геккелем. Через месяц раскопок на берегу реки Соло возле деревни Триниль был обнаружен окаменевший обезьяний коренной зуб, а ещё через месяц, в октябре 1891 года — черепная крышка, после чего Дюбуа сделал вывод, что эти части принадлежат крупной человекообразной обезьяне. Ещё через год в 14 м от места находки была найдена человеческая бедренная кость, которая была также отнесена к остаткам неизвестного человекообразного. По форме бедренной кости был сделан вывод о прямохождении, а сам новый вид назван Pithecantropus erectus (обезьяночеловек прямоходящий).
В 1936—1939 годах Густав фон Кёнигсвальд обнаружил другие, лучше сохранившиеся, остатки явантропа, или солойского человека (Homo erectus soloensis) с реки Соло на острове Ява (близ Моджокерто у г. Сурабайи), после чего сомнения в принадлежности питекантропа к роду Homo отпали. В 1940 году Эрнст Майр предложил относить эти остатки к виду «человек прямоходящий» (Homo erectus erectus).
В 1927 году ископаемые остатки Homo erectus обнаружены были в Китае, сначала в гроте Чжоукоудянь близ Пекина, затем в других местах, где он получил название «синантроп» (китайский человек), или Homo erectus pekinensis (человек прямоходящий пекинский). В 1963 году в Ланьтяне была найдена челюсть, определённая исследователями как более древний вид синантропа — ланьтяньский человек (лат. Homo erectus lantianensis), а в 1965 году в южнокитайской провинции Юньнань были обнаружены зубы и каменные орудия юаньмоуского человека.
21 октября 1907 года впервые были найдены остатки европейской разновидности Homo erectus: во время раскопок в Мауэре рабочий Даниель Хартман нашёл челюсть и передал находку профессору Гейдельбергского университета Отто Шётензаку, который идентифицировал образец и дал ему название гейдельбергского человека, затем выделенного в отдельный вид. Позже подобные находки сделаны были в Венгрии (1965), Чехии (1968), Германии (1974), Испании и в Африке (1935—1955).
При раскопках в пещерном комплексе Дримолен на территории заповедника «Колыбель человечества» в ЮАР нашли часть детского черепа DNH 134 возрастом 2,04—1,94 млн л. н., который авторы исследования отнесли к виду Homo erectus. Объём черепа — 514—564 см3. Череп DNH 134 похож на череп ребёнка из Моджокерто (Pithecanthropus V), но он может относиться и к виду Homo rudolfensis, и к виду Homo habilis.
Последние Homo erectus из Нгандонга на острове Ява (явантропы) жили в период от 117 000 до 108 000 лет назад.
С помощью методов палеопротеомики учёным удалось изучить протеом из моляра D4163 дманисского гоминида (Дманиси, Грузия). Также в Грузии близ села Квемо-Орозмани, находящегося на расстоянии около 30 км от Дманиси, был обнаружен человеческий зуб (четвёртый премоляр нижней челюсти, возможно представителя Homo erectus) возрастом 1,8 млн лет.
Костные остатки эректусов на территории Русской равнины и Северного Кавказа не обнаружены, имеются только находки каменных орудий нижнего (Кермек, Айникаб-1, Богатыри/Синяя балка и др.) и среднего палеолита. В. Е. Щелинский датирует наиболее ранние слои Кермека нижним палеолитом (1,95—1,77 млн л. н., олдувайская культура).

## Внешний вид
Эректусы обладали средним ростом (1,5—1,8 м) и прямой походкой. О том, что способом передвижения служило прямохождение (откуда и название вида), свидетельствует строение бедренной кости, идентичной таковой у современного человека. Характеризовались архаическим строением черепа (толстые стенки, низкая лобная кость, выступающие надглазничные валики, скошенный подбородок). Височные доли у яванских Homo erectus были больше, чем у африканских Homo ergaster, при этом у обоих этих видов височные доли были пропорционально меньше, чем у современного человека. Толщина костей черепа у человека прямоходящего была беспрецедентно большой для гоминин, значительно превосходя показатели как их более ранних представителей, так и более поздних, таких как человек современного типа и неандерталец. Объём мозга достигал 850—1200 см³, что больше, чем у Homo habilis, но несколько меньше, чем у Homo sapiens и Homo neanderthalensis. Половой диморфизм был ярче выражен, чем у современного человека.

## Быт и образ жизни
Главным занятием эректусов был постоянный поиск пропитания. Помимо собирательства кореньев, ягод и других растительных плодов, которых для поддержания их жизнедеятельности было недостаточно, они периодически охотились на различных животных, чаще мелких, но порой и крупных.
Раннепалеолитические находки, обнаруженные в 1954—1955 годах в Алжире, приоткрыли подробности образа жизни человекоподобных существ того времени. Поблизости с костями Homo erectus были обнаружены части скелетов носорогов, слонов, гиппопотамов и жирафов. Рядом находились каменные орудия труда. Сходные находки были сделаны на стоянке эректусов близ Амброны (Испания), где экспедицией антрополога Кларка Хоуэлла были найдены остатки нескольких слонов, носорога, оленей, обезьяны и нескольких птиц, добытых около полумиллиона лет назад.
Опасность, подстерегавшая эректусов на каждом шагу, вынуждала их объединяться в большие устойчивые семейные коллективы, применительно к которым в советской исторической литературе утвердилось понятие «первобытное стадо» или праобщина.
Исследование орудийных материалов стойбищ в Африке показало, что последние являлись постоянными. Судя по просторности исследованных жилищ, в одном помещении в течение длительного времени сосуществовало несколько поколений большого семейства. Объединение в праобщины способствовало облегчению охоты на крупных животных, помимо которой эректусы могли заниматься рыбалкой, чаще всего ловя рыбу голыми руками.
По мнению специалистов-антропологов, в обществе эректусов происходили стычки, зачастую приводившие к смерти тех или иных членов общины, а в голодные времена обыкновением являлся каннибализм (на черепах человека прямоходящего, найденных в Китае, обнаружены следы каменных орудий, использовавшихся для срезания мяса с лицевой части). Чтобы мирно сосуществовать в подобном примитивном обществе, следовало прилагать немалые усилия, позволявшие обуздать первобытные инстинкты. С этой целью вырабатывались некие общепринятые нормы поведения, для контроля над выполнением которых возникла необходимость в вожаках, которым отводилась руководящая роль.
По мнению французского антрополога А. Валлуа и советского учёного А. В. Немилова, в эпоху раннего палеолита из-за последствий перехода к прямохождению, вызывавших осложнения при родах, продолжительность жизни самок эректусов была ниже, чем у самцов, в силу чего число последних в первобытных человеческих коллективах превышало число первых.
Включение в повседневный рацион эректусов мяса помогало решить проблему обеспечения организма надёжными источниками пополнения энергетического запаса, необходимого для выполнения тяжёлой физической работы. А использование в пищу различных растений являлось прекрасным способом познания их целебных свойств.
Наука располагает фактами проявления Homo erectus коллективной заботы о больных соплеменниках. Так, на обнаруженной Дюбуа на острове Ява бедренной кости питекантропа имеются выраженные изменения костной ткани (экзостоз). Очевидно, что без поддержки сородичей этот хромой, с ограниченными возможностями самозащиты, индивид неизбежно должен был погибнуть, однако он жил, оставаясь калекой, долгие годы. Изучение грузинским антропологом Давидом Лордкипанидзе черепа пожилого архантропа из Дманиси, в котором почти все зубные лунки заросли костным веществом, также позволяет утверждать, что этот лишившийся в старости зубов индивид получал помощь от других членов своего стада. Кости одного из африканских представителей человека прямоходящего (ER 1808) демонстрируют признаки гипервитаминоза А, вызванного, по-видимому, перееданием печени хищников. Это заболевание приводит к смертельному исходу, но агония продолжается несколько месяцев, в течение которых другие члены первобытного стада, по-видимому, заботились об умирающем сородиче.
Даже в те далёкие первобытные времена Homo erectus начинают осознавать важность гигиенических навыков, таких как удаление из жилищ остатков съеденных животных или захоронение умерших сородичей. Но на том этапе развития человечества, при отсутствии абстрактного мышления, всё это обходилось ещё без особых ритуалов или создания погребального культа.

## Материальная культура
Эректусы активно изготавливали каменные орудия (ашёльская культура), пользовались деревянными копьями, жили в пещерах. Некоторые группы эректусов 0,8 млн лет назад начали готовить пищу на огне, возможно, умели добывать огонь с помощью кремня. Более ранние свидетельства использования огня эректусами, в виде контролируемых пожаров, найдены в Африке и датируются 1,5—1,4 млн лет назад, но, вероятно, использовался природный огонь (от природных пожаров, вулканической деятельности). Эректусы со стоянки Гешер Бнот Йаков (Израиль) (700—800 тыс. лет), наряду с рыбой и мясом, употребляли в пищу до 55 различных видов растений, в том числе семена кувшинковых, корешки рогозовых, семена расторопши пятнистой, плоды держи-дерева и жёлуди дуба калепринского и дуба таворского. Многие семена и корни подвергались термической обработке, о чём, в частности, свидетельствуют обжаренные жёлуди и печёные стебли тростника. Зимой и весной они питались свёклой и листьями мальвы.

## Исход эректусов
До недавнего времени считалось, что эректусы почти исчезли около 400 тыс. лет назад, уступив место неандертальцам, денисовцам и человеку разумному. Однако последние находки свидетельствуют, что они на окраинах ареала могли дожить до прихода современных людей. Учёные считают, что последние питекантропы на о. Ява (явантропы) вымерли 107 тыс. лет назад. Человек флоресский иногда рассматривается как видоизменившийся на Флоресе в условиях островной карликовости вариант эректуса (вымер, по разным оценкам, от 90 до 12 тыс. лет назад).

## Подвиды
- Homo erectus erectus — Питекантроп
- Homo erectus georgicus — Дманисийский гоминид
- Homo erectus lantianensis — Ланьтяньский человек
- Homo erectus mauritanicus — Атлантроп
- Homo erectus nankinensis — Нанкинский человек
- Homo erectus pekinensis — Синантроп
- Homo erectus palaeojavanicus — Мегантроп
- Homo erectus soloensis — Явантроп
- Homo erectus tautavelensis — Человек из Тотавеля
- Homo erectus yuanmouensis — Юаньмоуский человек

## В художественной литературе
- Являются персонажами фантастической повести Джека Лондона «До Адама» (1907 год), в которой предполагалось, что на ранней стадии в их стадах, в отличие от современных людей, не существовало ещё строгих сексуальных ограничений и фактически господствовал промискуитет, но на поздней стадии периодически возникали устойчивые семейные пары, когда какой-нибудь самец, проявляя агрессию по отношению к своим соплеменникам, выбирал конкретную самку.
- Жизнь и приключения пары архантропов лежат в центре сюжета историко-приключенческого романа болгарского писателя и педагога Димитра Ангелова «Когда человека не было» (1945), написанного с позиций атеизма.
- В научно-фантастическом романе советского писателя А. П. Казанцева «Фаэты» (1974) прибывшие на Землю жители погибшей планеты Фаэтон сначала вступают в столкновение с местными питекантропами, а затем устанавливают с ними мирные контакты с помощью наиболее смышлёной из их стада самки Дзинь.
- В цикле детских научно-фантастических повестей Кира Булычова «Приключения Алисы» (1965—2003) фигурирует живший около 200 000 лет тому назад на острове Ява и доставленный в будущее с помощью машины времени умный питекантроп Геракл.